# Ћубасти макаки
Целебешки ћубасти макаки (Macaca nigra) је врста примата из породице мајмуна Старог света (Cercopithecidae). 

## Распрострањење
Индонежанско острво Сулавеси (Целебес), то јест североисточни део његовог северног полуострва и оближња острвца Манадо Туа и Талисе, једино су познато природно станиште врсте. Постоји и значајна уведена популација на молучком острву Бацан.

## Станиште
Станиште ћубастог макакија су шуме.

## Угроженост
Ова врста је крајње угрожена и у великој опасности од изумирања.

### Популациони тренд
Популација ове врсте се смањује, судећи по расположивим подацима.